# Ania z Szumiących Topoli
Ania z Szumiących Topoli, również: Ania z Szumiących Wierzb (ang. Anne of Windy Poplars) – powieść autorstwa Lucy Maud Montgomery, wydana po raz pierwszy w 1936 roku. Chronologicznie czwarta część z serii o Ani z Zielonego Wzgórza, napisana i wydana została jako siódma.

## Fabuła
Ania Shirley, magister nauk humanistycznych, dostaje posadę kierowniczki wyższej szkoły w Summerside. Jest zaręczona z Gilbertem Blythe’em, który studiuje medycynę na Uniwersytecie Redmondskim w Kingsporcie. Powieść składa się w części z korespondencji listownej pomiędzy Anią a jej narzeczonym, Gilbertem.
Ania zdobywa w Summerside wielu przyjaciół. W powieści opisane są perypetie jej uczniów, a także częste przyjazdy na Zielone Wzgórze. Tam zawsze czekają na nią Maryla, pani Linde, Tadzio i Tola (bliźnięta przygarnięte przez Marylę) oraz Diana – wierna przyjaciółka z dzieciństwa Ani. Ma ona po ślubie coraz mniej czasu dla Ani. Rodzi synka i jej zakresem obowiązków staje się tylko dom, dziecko i mąż Alfred.

### Pierwszy rok
Ania zamieszkuje w Szumiących Topolach wraz z Rebeką Dew, ciocią Kasią i Misią (właścicielki domu) oraz kotem Marcinem.
Miasto zdominowane jest przez członków rodziny Pringle. Klan ten jest wrogo nastawiony do Ani, bo objęła ona posadę, na którą liczył jeden z Pringle’ów. Pringle’owie w sposób bardzo przykry i nieprzyjemny uprzykrzają życie młodej nauczycielce, mimo jej wielu prób zdobycia ich przyjaźni i akceptacji.
Ania zaprzyjaźnia się z mieszkającą w sąsiedztwie Szumiących Topoli dziewczynką – Elżbietą Grayson. Mała, porzucona wcześnie przez ojca, jest wychowywana przez babcię – panią Campbell z domu Pringle – która jej nie kocha. Elżbieta jest zbyt poważna jak na swój wiek. Obdarzona jest także niepospolitą wyobraźnią.
Przez przypadek w ręce Ani trafia stary dziennik, z którego wynika m.in., że jeden przodków klanu Pringle dopuścił się kanibalizmu. Dziewczyna oddaje ten przedmiot najstarszym kobietom z rodu. Starsze panie źle odczytują intencje Ani. Przerażone możliwością rozpowiedzenia przez nią historii o ich przodku-kanibalu, odwiedzają Anię i ogłaszają „kapitulację”.
W gronie nauczycielskim Ania ma także wroga – Juliannę Booke. Ona także starała się o posadę kierowniczki szkoły. Julianna jest nieszczęśliwa, zgorzkniała, odpycha i zniechęca do siebie ludzi. Uczniowie się jej boją. Julianna zazdrości Ani jej szczęścia. Ania mimo wszystko zabiega o jej przyjaźń.

### Drugi rok
Ania reorganizuje w swojej szkole Klub Dramatyczny. W czasie kwesty ten cel, jeden ze jej uczniów, Lewis Allen, odnajduje swojego wujka.
Ania zaprasza Juliannę na Święta Bożego Narodzenia do Avonlea. Ta niechętnie, ale przyjmuje propozycję. Tam pod wpływem niezwykłej atmosfery Zielonego Wzgórza, odcięcia się od szarej codzienności, dziewczyna zwierza się Ani ze swoich przeżyć i otwiera przed nią serce. Zostają przyjaciółkami. W Juliannie następuje wielka zmiana dzięki Ani (oraz dzięki faktowi, że właśnie skończyła spłacać swój „dług”).
Czas wakacji to okres, gdy Gilbert wyjeżdża na zachód do pracy na budowie nowej linii kolejowej. Ania zabiera Elżbietę do Avonlea na dwa tygodnie. Potem odwiedza ją Julianna, która porzuciła posadę w szkole.

### Trzeci rok
Ostatni rok mija Ani bardzo szybko. W tym czasie jak zwykle pomaga innym rozwiązywać problemy, spotyka się z uprzejmością wielu osób, a także znajduje się w nietypowych i dziwnych sytuacjach.
Ania doprowadza do powrotu ojca Elżbiety, który zabiera córkę do siebie. Wraca na Zielone Wzgórze pełna nadziei i perspektyw na wspólną przyszłość z Gilbertem, którego niebawem ma poślubić.

## Bohaterowie
- Ania Shirley
- Diana Wright
- Gilbert Blythe
- Julianna (Katarzyna) Brooke (oryg. Katherine Brooke) – nauczycielka z Summerside; początkowo nie znosiła Ani, zmieniła nawet imię w podpisie na „Julia”, gdy Ania powiedziała, że imię „Julianna” jest śliczne. Później zaprzyjaźniła się z Anią.
- Rebeka Dew (Monika Rosa) – gospodyni w domu cioci Kasi i cioci Misi. Stara panna. Bardzo przywiązana do Ani. W dalszych częściach cyklu zaprzyjaźnia się z Zuzanną Baker – służącą ze Złotego Brzegu.
- ciocia Kasia – jedna z wdów, które mieszkają w Szumiących Topolach. Ciocia Kasia jest osobą wysoką, szczupłą, siwowłosą i trochę surową – bardzo przypomina Ani Marylę.
- ciocia Misia (lub ciocia Lola) – jedna z wdów; mieszka w Szumiących Topolach. Jest niska, szczupła, siwowłosa i trochę smutna, jednak do milczków nie należy. W oryginale ciotka Misia nosi zdrobniałe imię „Chatty”, które oznacza osobę gadatliwą, trajkotkę.
- Janka Pringle (oryg. Jen Pringle) – uczennica Ani; początkowo dla niej niemiła i arogancka, ale w końcu przekonuje się do nauczycielki.
- klan Pringle’ów – rodzina, która „rządziła” w Summerside; toczy z Anią „wojnę"
- Elżbieta Grayson – 8-letnia dziewczynka, która mieszka w sąsiedztwie Szumiących Topoli.